# Bülbringer Straße 12

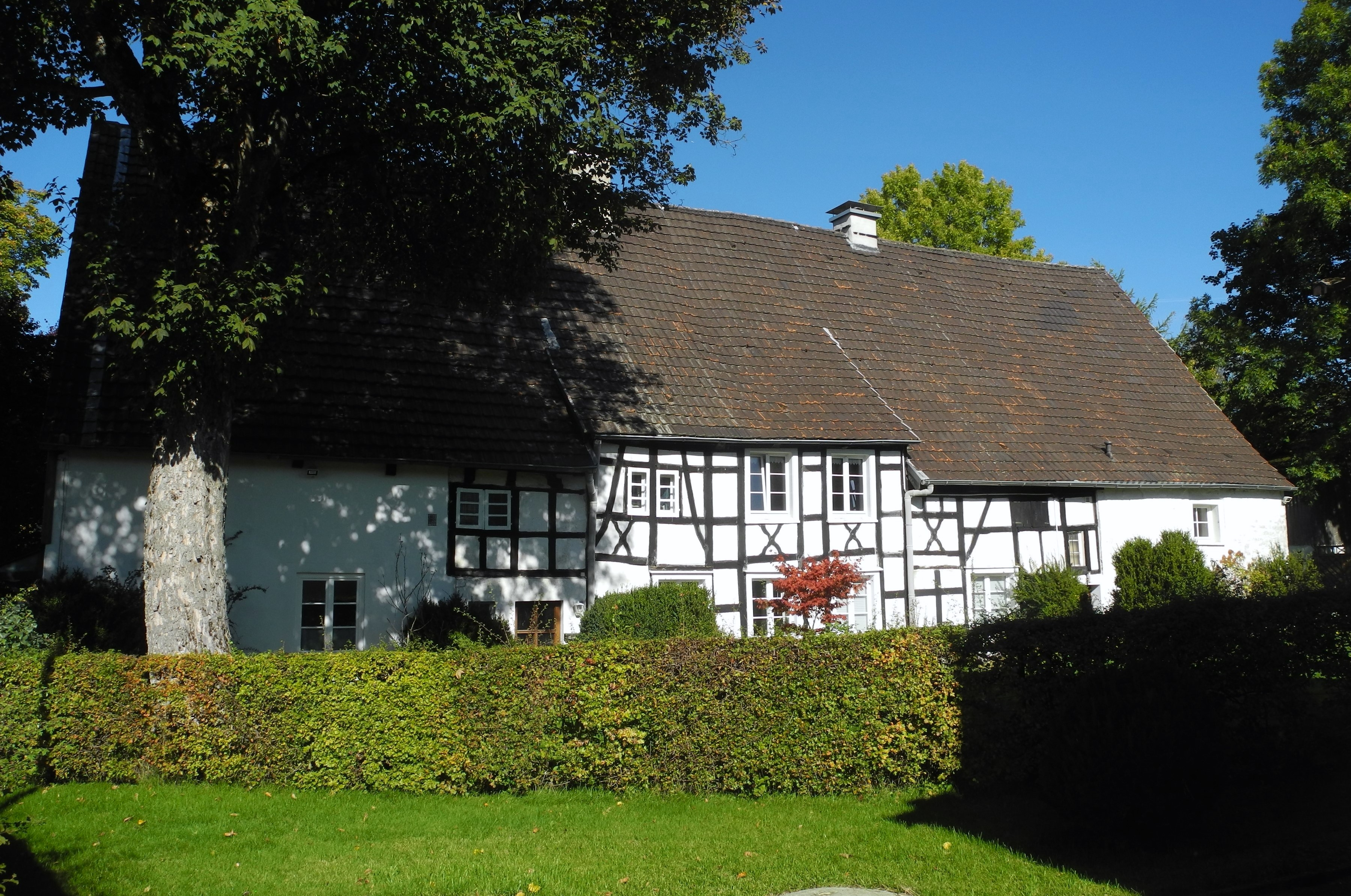

Das Wohnhaus Bülbringer Straße 12 im Ennepetaler Ortsteil Bülbringen ist ein denkmalgeschütztes zweigeschossiges Gebäude. Der älteste Gebäudeteil wird auf das Jahr 1480 datiert.

## Beschreibung
Das Haus hat einen Mittelteil aus unregelmäßigem Fachwerk, der laut den Urkunden Ende des 15. Jahrhunderts von einem Bülbring errichtet wurde. Es ist somit das älteste Gebäude in Bülbringen. Zur Rück- bzw. Vorderseite wurden 1618 und 1648 jeweils ein massiver Anbau hinzugefügt, durch den Umbau in ein Ladengeschäft wurde der vordere Anbau 1957 stilistisch verändert.
Wohnhaus, Nebengebäude und die Scheunen des Hofes bilden zusammen mit dem Wohnhaus Bülbringer Straße 7 ein Denkmalensemble. Im Giebel des zur Straßenseite abgeschleppten Satteldachs des Nebengebäudes befinden sich Ladeluken.